# الرابطة البرلمانية 1949–50
الرابطة البرلمانية 1949–50 (بالإنجليزية: 1949–50 Isthmian League)‏ هو موسم من دوري إسثميان. فاز فيه Leytonstone F.C. ‏.